# Acroteuthis
Acroteuthis is een geslacht van uitgestorven mollusken, dat leefde tijdens het Vroeg-Krijt.

## Beschrijving
Deze belemniet had een groot, stevig rostrum (een inwendig gelegen sigaarvormige structuur van voornamelijk radiair gelaagd calciet) met een gegroefd buitenoppervlak, dat aan de achterzijde uitliep in een stompe punt. Het rostrum bevatte een diepe alveole (een conische centrale holte). De normale lengte van de schelp bedroeg ongeveer vijftig centimeter.